# Castell-Rüdenhausen
Castell-Rüdenhausen fu una contea della Franconia, a nord della Baviera, in Germania. Essa si originò dalla partizione della Contea di Castell. Nel 1806, al crollo del Sacro Romano Impero, passò alla Baviera.

## Conti di Castell-Rüdenhausen (1597 - 1806)
- Goffredo (1597 - 1635)
- Giorgio Federico (1635 - 1653)
- Filippo Goffredo (1653 - 1681)
- Giovanni Federico (1681 - 1749)
- Federico Luigi (1749 - 1803)
- Cristiano Federico (precedentemente Conte di Castell-Castell) (1803 - 1806)

## (Mediatizzati) Conti of Castell-Rüdenhausen
- Cristiano Federico (1806 - 1850)
- Volfango (1850-1901)

## (Mediatizzati) Principi di Castell-Rüdenhausen (1901)
Template:Tree list
- Volfango, conte 1850–1901, I principe 1901-1913 (1830-1913), ∞ principessa Emma di Ysenburg e Büdingen
  - Template:Tree list/final branch Casimiro, II principe 1913-1933 (1861-1933), ∞ contessa Mechtild von Bentinck
    - Rupert, III principe 1933-1944 (1910-1944)
    - Template:Tree list/final branch Siegfried, IV principe 1944-2007 (1916-2007), ∞ contessa Irene di Solms-Laubach
      - Template:Tree list/final branch Johann-Friedrich, V principe 2007-2014[senza fonte] (1948-2014), ∞ contessa Maria di Schönborn-Wiesentheid
        - Otto, VI principe 2014-in carica (b.1985)
          - Lelio Johann-Friedrich Theodor (nato il 13 ottobre 2020)

        - Template:Tree list/final branch principe Anton (b.1992)